# Браун, Сара Джой
Сара Джой Браун (англ. Sarah Joy Brown; род. 18 февраля 1975, Юрика, Калифорния) — американская телевизионная актриса. Она наиболее известна как первая исполнительница роли Карли Бенсон в дневной мыльной опере «Главный госпиталь», где она снималась с 1996 по 2001 год. Она выиграла три Дневные премии «Эмми» за свою роль в шоу, в 1997, 1998 и 2000 годах, дважды в категории молодых актёров, и единожды за лучшую женскую роль второго плана.
Браун родилась в Калифорнии и начала свою карьеру в девятнадцатилетнем возрасте, когда получила роль в подростковом сериале V.R. Troopers. После ухода из «Главного госпиталя», Браун пыталась сделать карьеру в прайм-тайм, однако могла получить лишь гостевые роли и в 2004 году вернулась в дневной эфир. В «Главный госпиталь» она вернулась в 2008 году, но уже в роли Клаудии Кэрринтос, дочери босса мафии. В 2010 году она номинировалась на Дневную «Эмми» в категории за лучшую женскую роль, но проиграла Мойре Уэст.
Помимо ролей в «Главном госпитале», Браун играла в мыльных операх «Как вращается мир», «Дерзкие и красивые» и «Дни нашей жизни».

## Телевидение
- V.R. Troopers (44 эпизода, 1994—1995)
- Power Rangers Zeo (3 эпизода, 1996)
- Главный госпиталь (дневная мыльная опера, 1996—2001, 2008-09)
- Как вращается мир (дневная мыльная опера, 2004—2005)
- Расследование Джордан (1 эпизод, 2004)
- Сильное лекарство (1 эпизод, 2004)
- Детектив Раш (5 эпизодов, 2005)
- Ищейка (2 эпизода, 2007)
- Касл (1 эпизод, 2010)
- Дерзкие и красивые (дневная мыльная опера, 2009—2011)
- Дни нашей жизни (дневная мыльная опера, 2011—2012)
- C.S.I.: Место преступления (1 эпизод, 2012)